# Nem kapálok, nem kaszálok
A Nem kapálok, nem kaszálok vagy Én már többet nem kapálok kezdetű magyar népdalt Jakó Ferenc gyűjtötte a Háromszék vármegyei Alsócsernátonban 1933-ban.

## Kotta és dallam
| Nem kapálok, nem kaszálok, fazekasinasnak állok, apró csuprokat csinálok, abból kávéznak a lányok. | Kicsi csupor, nagy a füle, Nem fér a kabát zsebébe; Csupor fülét le kell vágni, A babámtól el kell válni. | Megtanultam reperálni, hosszú vasutat csinálni. Azon szalad a gőzkocsi, ki a regrutákat viszi. | Viszi, viszi messze földre, Galícia közepére, ott várják az új regrutát, levágják a göndör haját. |

## Felvételek
- Szabó Attila:  Közép-erdélyi miniatűrök 4. YouTube (2013. április 16.)  (Hozzáférés: 2016. április 1.) (videó) gitárfeldolgozás.